# Nino Sozzani
Nino Sozzani (Salsomaggiore Terme, 15 agosto 1889 – Parma, 24 maggio 1977) è stato un generale italiano, veterano della guerra italo-turca e della prima guerra mondiale, dove fu decorato di una Medaglia d'argento e una Croce di guerra al valor militare.
Durante il corso della seconda guerra mondiale fu comandante della 30ª Divisione fanteria "Sabauda", della 44ª Divisione fanteria "Cremona", entrambe di stanza in Sardegna, e successivamente della 136ª Divisione corazzata "Giovani Fascisti", operante in Africa Settentrionale Italiana, fino al 1 maggio 1943 quando fu fatto rientrare in Itala e decorato con la Croce di Cavaliere dell'Ordine militare di Savoia. Dopo la firma dell'armistizio dell'8 settembre 1943 aderì alla neocostituita Repubblica Sociale Italiana, e per questo fatto al termine del conflitto fu sottoposto a procedimento di epurazione ed allontanato dal servizio.

## Biografia
Nacque a Salsomaggiore Terme il 15 agosto 1889. Arruolatosi nel Regio Esercito, il 14 settembre 1907 iniziò a frequentare la Regia Accademia Militare di Fanteria e Cavalleria di Modena, da cui uscì con il grado di sottotenente dell'arma di fanteria, corpo dei bersaglieri, il 17 settembre 1910- Tra il 1911 e il 1912 partecipò alla guerra italo-turca distinguendosi nel combattimento di Sciara Sciat, riuscendo a sfuggire alla cattura e salvandosi dal successivo massacro compiuto da parte dei turco-arabi contro i soldati italiani da loro catturati.
Con l'entrata in guerra del Regno d'Italia, avvenuta il 25 maggio 1915, fu subito in zona di operazioni sul fronte della 3ª Armata che si estendeva da Gorizia al mare. Si distinse nei numerosi combattimenti che portarono alla conquista delle forti posizioni austro-ungariche poste a difesa della strada per Trieste. Promosso dapprima tenente, poi capitano, e infine maggiore, nel giugno 1918 fu decorato con una Medaglia d'argento al valor militare conferitagli personalmente da S.A.R. Emanuele Filiberto di Savoia-Aosta per il coraggio dimostrato nella difesa del settore di Candelù.
Promosso colonnello il 17 agosto 1930, fu comandante prima del 53º Reggimento fanteria "Umbria" (1935-1936) e poi del 2º Reggimento bersaglieri di stanza a Roma, nel periodo 1936-1939. Nel marzo 1939 partecipò alle operazioni di conquista dell'Albania, sbarcando a Durazzo alla testa di un reggimento di bersaglieri.
Dall'agosto 1939, promosso generale di brigata, fu prima vicecomandante, poi comandante, della 1ª Divisione celere "Eugenio di Savoia" e, dal 1º agosto 1940, a seconda guerra mondiale  incominciata, comandante della 30ª Divisione fanteria "Sabauda" a Cagliari, sostituendo il generale di brigata Ubaldo Scanagatta, deceduto per sinistro stradale, nei pressi della diga del Tirso, il 21 luglio precedente. Durante la sua permanenza in Sardegna ebbe modo di segnalarsi per la preparazione delle opere difensive.
Ottenuto il grado di generale di divisione il 1º gennaio 1942; per avvicendamento, venne sostituito dal generale Giovanni Battista Zenati al comando della "Sabauda" e fu dal 22 febbraio 1942 al 9 novembre successivo, comandante della 44ª Divisione fanteria "Cremona".
Lasciato il comando della Cremona al vicecomandante, generale di brigata Gioacchino Solinas, dopo l'esito negativo della seconda battaglia di El Alamein venne subito trasferito in Tunisia e, dopo un brevissimo periodo a disposizione del XXI Corpo d'armata, divenne comandante della neocostituita 136ª Divisione corazzata "Giovani Fascisti" operante in A.S., ricoprendo tale incarico dal 22 novembre 1942 al 12 aprile 1943. La Divisione partecipò a tutta la campagna di Tunisia, combattendo nella battaglia di Médenine lungo la Linea del Mareth, in quella dell'Uadi Akarit (marzo-aprile 1943), finché venne infine schierata sulla linea di Enfidaville, dove combatté fino all'ordine generale di resa di tutte le forze d'Africa.
Rimpatriato per la morte in combattimento del suo unico figlio Luigi, ufficiale pilota, fu sostituito dal generale Guido Boselli, il 1º maggio seguente e fu destinato a disposizione del Ministero della guerra. Il 9 giugno fu insignito del titolo di Cavaliere dell'Ordine militare di Savoia.
Dopo l'armistizio dell'8 settembre 1943 aderì alla Repubblica Sociale Italiana, entrando nell'Esercito Nazionale Repubblicano ove fu comandante del 203º Comando Militare Regionale a Padova nel 1944.
Nel secondo dopoguerra fu sottoposto a procedimento di epurazione e destituito. Si spense a Salsomaggiore Terme il 24 maggio 1977.

### Annotazioni
1. ↑  Il reggimento era acquartierato presso la caserma di San Francesco a Ripa.

### Fonti
1. 1 2 3 4 5 6 7 8 9 10  Generals.
2. 1 2 3 4 5  Comune di Parma.
3. 1 2  Pettibone 2010, p. 114.
4. ↑  Pettibone 2010, p. 117.
5. 1 2  Pettibone 2010, p. 138.
6. ↑  Messe 2004, pp. 317-323.
7. ↑  Pettibone 2010, p. 46.
8. ↑   Dettaglio decorato - Sozzani Nino, su quirinale.it, Presidenza della Repubblica Italiana. URL consultato il 26 dicembre 2018.
9. ↑  Bollettino Ufficiale 1916, dispensa 76, pagine 4239-4240, registrato alla Corte dei conti il 14 settembre 1916, registro 18, foglio 49.
10. ↑  Gazzetta Ufficiale del Regno d'Italia n.260 del 6 novembre 1934, pag.260.
11. ↑  Supplemento Ordinario alla Gazzetta Ufficiale del Regno d'Italia n.28 del 4 febbraio 1943, pag.8.